# Provincia di El Loa
La provincia di El Loa è una delle tre province della regione cilena di Antofagasta, il capoluogo è la città di Calama.	
Comprende i comuni di:
- Calama
- Ollagüe
- San Pedro de Atacama